# UpToDate
UpToDate é um repositório de informações médicas, baseado em evidências, revisto por pares, publicado por uma companhia médica chamada UpToDate, Inc. Está disponível tanto através da internet, como offline, em diversas plataformas digitais. 
O material é escrito por mais de 7100 médicos, atuando como autores, editores e revisores, abordando mais de 8500 tópicos, divididos em 17 especialidades. Também inclui uma base de dados farmacológica. Estudos mostram que o UpToDate é a ferramenta preferida por médicos e estudantes em diversas situações, contendo também informações acessíveis por doentes.
A empresa foi fundada em 1992, por Dr. Burton D. Rose e Dr. Joseph Rush  Começaram por escrever artigos na área da nefrologia e, desde então, adicionaram mais de 20 outras especialidades.